# Ракета з плеча
- Вгорі ліворуч: Перезаряджувана пускова установка: RPG-7
- Вгорі праворуч: Одноразова плечова зенітна установка: FIM-43 Redeye
- Внизу ліворуч: Перезаряджувана безвідкотна гармата: Carl Gustaf
- Внизу праворуч: одноразова легка протитанкова установка: AT4

Ракета з плеча, ракета що запускається з плеча також переносна ракета, серед інших варіантів, є поширеними сленговими термінами для опису висококаліберних плечових систем озброєння. Тобто зброя, що стріляє великими, важкими снарядами («ракетами»), як правило, з використанням принципу зворотного вибуху, які є достатньо малими, щоб ними оперувала людина та стріляла, тримаючи їх на плечі. Слово «ракета» в цьому контексті вживається в його первинному широкому значенні важкого снаряда та охоплює всі снаряди та ракети, керовані чи некеровані. Більш формальним варіантом є просто система стрільби з плеча тощо.
Зброя з плеча може бути керованою чи некерованою, а системи можуть бути одноразовими, як-от Panzerfaust 1, M72 LAW, AT4 тощо, або багаторазовими, як-от Panzerfaust 2, Carl Gustaf, РПГ-7, тощо. Деякі системи класифікуються як напівразові, наприклад Panzerfaust 3.